# Зем'янськи Врбовок
Зем'янськи Врбовок (словац. Zemiansky Vrbovok) — село в окрузі Крупіна Банськобистрицького Словаччини. Площа села 8,41 км². Станом на 31 грудня 2017 року в селі проживало 89 жителів.

## Історія
Перші згадки про село датуються 1285 роком.

## Населення
| Рік:            | 1994. | 2004.    | 2014.   | 2024.    |
| --------------- | ----- | -------- | ------- | -------- |
| Кількість осіб: | 156   | 103      | 95      | 78       |
| Різниця:        |       | -33,97 % | -7,76 % | -17,89 % |

| Рік:            | 2023. | 2024. |
| --------------- | ----- | ----- |
| Кількість осіб: | 78    | 78    |
| Різниця:        |       | +0 %  |